# Saison 10 des Mystères de l'amour
Chronologie
Saison 9 Saison 11
La dixième saison des Mystères de l'amour, série télévisée française créée par Jean-François Porry, est diffusée sur la chaîne TMC du 29 août 2015 au 22 novembre 2015. Pour cette nouvelle saison, le générique a été entièrement repensé.

## Distribution

### Acteurs principaux (dans l'ordre d'apparition au générique)
- Hélène Rollès : Hélène Watson
- Patrick Puydebat : Nicolas Vernier
- Serge Gisquière : Peter Watson
- Laure Guibert : Bénédicte Breton
- Philippe Vasseur : José Da Silva
- Laly Meignan : Laly Polleï
- Richard Pigois : John Greyson
- Sébastien Roch : Christian Roquier
- Marion Huguenin : Chloé Girard
- Macha Polikarpova : Olga Poliarva
- Lakshan Abenayake : Rudy Ayake (Crédité au générique mais il n'apparaît dans aucun épisode)
- Tom Schacht : Jimmy Werner
- Magali Semetys : Marie Dumont
- Audrey Moore : Audrey McAllister
- Cathy Andrieu : Cathy

### Acteurs récurrents
- Rochelle Redfield : Johanna McCormick
- Isabelle Bouysse : Jeanne Garnier/Jeanne Gauthier
- Frédéric Attard : Anthony Maugendre
- Elliot Delage : Julien
- Jean-Baptiste Sagory : Sylvain
- Fabrice Josso : Étienne Varlier
- Michel Robbe : Jean-Paul Lambert
- Valentin Byls : Nicky McAllister
- Manon Schraen : Léa Werner
- Michel Victor Guibbert : Erwan Watson
- Maéva El Aroussi : Gwen Watson
- Edouard Valette : Edouard 92
- Marjorie Bourgeois : Stéphanie
- Angèle Vivier : Aurélie
- Théo Phan : Yann Gaubert
- François Nambot : Bernie Cazeneuve

## Liste des épisodes
1. Retour de vacances
2. Attaques
3. Un autre homme
4. Le secret d'Olga
5. Enlèvement demandé
6. Pièges et cadeaux
7. Un anniversaire mémorable
8. Problèmes de famille
9. Pris au piège
10. Surprises et méprises
11. Sournoise attaque
12. Identités
13. La rivale
14. Racket
15. Blessures
16. Aveux et désaveux
17. Chassé croisé
18. Volte face
19. Happy Halloween
20. L’annonce
21. Une amie ?
22. Retrouvailles
23. Doubles jeux
24. Retournements
25. Le bal des hypocrites
26. Départs précipités

### Épisode 15:Blessures
Pour les articles homonymes, voir Blessure (homonymie).